# OKO
OKO (tiếng Nga: ОКО) là một phức hợp các tòa nhà chọc trời trong ở Trung tâm Kinh doanh Quốc tế Moscow ở Moskva.
Trên phần 16b một tòa nhà sẽ được xây dựng bao gồm một khách sạn ba sao, có 330 phòng, và một bãi đậu xe cho 3740 xe. Chiều cao khách sạn là 79 mét với 22 tầng. Khu nhà đậu xe có 14 tầng, trong đó 5 sẽ được ngầm; 9 tầng nổi có tổng chiều cao 44 mét.

## Tiến độ xây dựng
Tính đến 15 tháng 10 năm 2012, tòa nhà 49 tầng đang được xây dựng. Và được trên tầng 13 ở trên mặt đất, tòa nhà 85 tầng đang được xây dựng và đạt đến tầng 11 ở trên mặt đất.
Tính đến ngày 06 tháng năm 2013, tòa nhà 49 tầng đang được xây dựng và đang trên tầng thứ 35 trên mặt đất, tòa nhà 85 tầng đang được xây dựng và đang trên tầng 40 ở trên mặt đất.